# Otto Abensberg und Traun
Otto Abensberg und Traun (le Jeune) est un homme politique austro-hongrois né le 23 septembre 1848 à Bisamberg et mort le 12 février 1899 à Opatija.

## Biographie
Otto Abensberg und Traun (le Jeune) naît à Bisamberg le 23 septembre 1848 d'Otto Abensberg und Traun (l'Ancien, 1818-1854) et de Marie Eleonore Abensperg und Traun, née von Wilczek. Il est le neveu d'Hugo Abensberg und Traun.
En 1872, il se marie à Therese Abensberg und Traun, née von und zu Trauttmansdorff-Weinsberg.
À partir de 1884, il est député, et à partir de 1890, il est président du groupe parlementaire des grands propriétaires fonciers au Landtag de Basse-Autriche, ayant notamment modifié le statut des communes de Vienne et l'incorporation des banlieues et ayant encouragé les fouilles à Carnuntum. Il est au Reichsrat dans les dernières années de sa vie.
En 1893, il est décoré de l'Ordre de la Couronne de fer de deuxième classe et en 1895, il est chevalier d'honneur de l'Ordre de Malte.